# Erich Geldner
Erich Geldner (13. září 1891, Opava – 8. listopadu 1977, Opava) byl německý stavitel a architekt v Opavě.

## Život
Narodil se v rodině významného opavského stavitele Aloise Geldnera. V období 1910 až 1918 studoval s přestávkami na Technické vysoké škole ve Vídni a mezi tím sloužil v rakouské armádě. Po smrti otce v roce 1923 převzal vedení rodinné stavební firmy. Mimo vlastní projekty stavěl velmi často podle projektů jiných architektů. Erich Geldner byl soudním znalcem a odhadcem. V politice se angažoval za stranu německých demokratů, kde byl členem regulačního výboru města. Aby ochránil svou manželku, která byla židovského původu, vstoupil do SPD. Po ukončení 2. světové války prokázal antifašistickou činnost a byl uznán loajálním, takže nebyl zařazen do odsunů Němců z pohraničí a v roce 1950 mu bylo navráceno občanství. Stavební firma v roce 1945 byla zahrnuta pod národní správu a v roce 1948 zkonfiskována. Eduard Gelner byl po válce zaměstnán jako projektant.

## Dílo

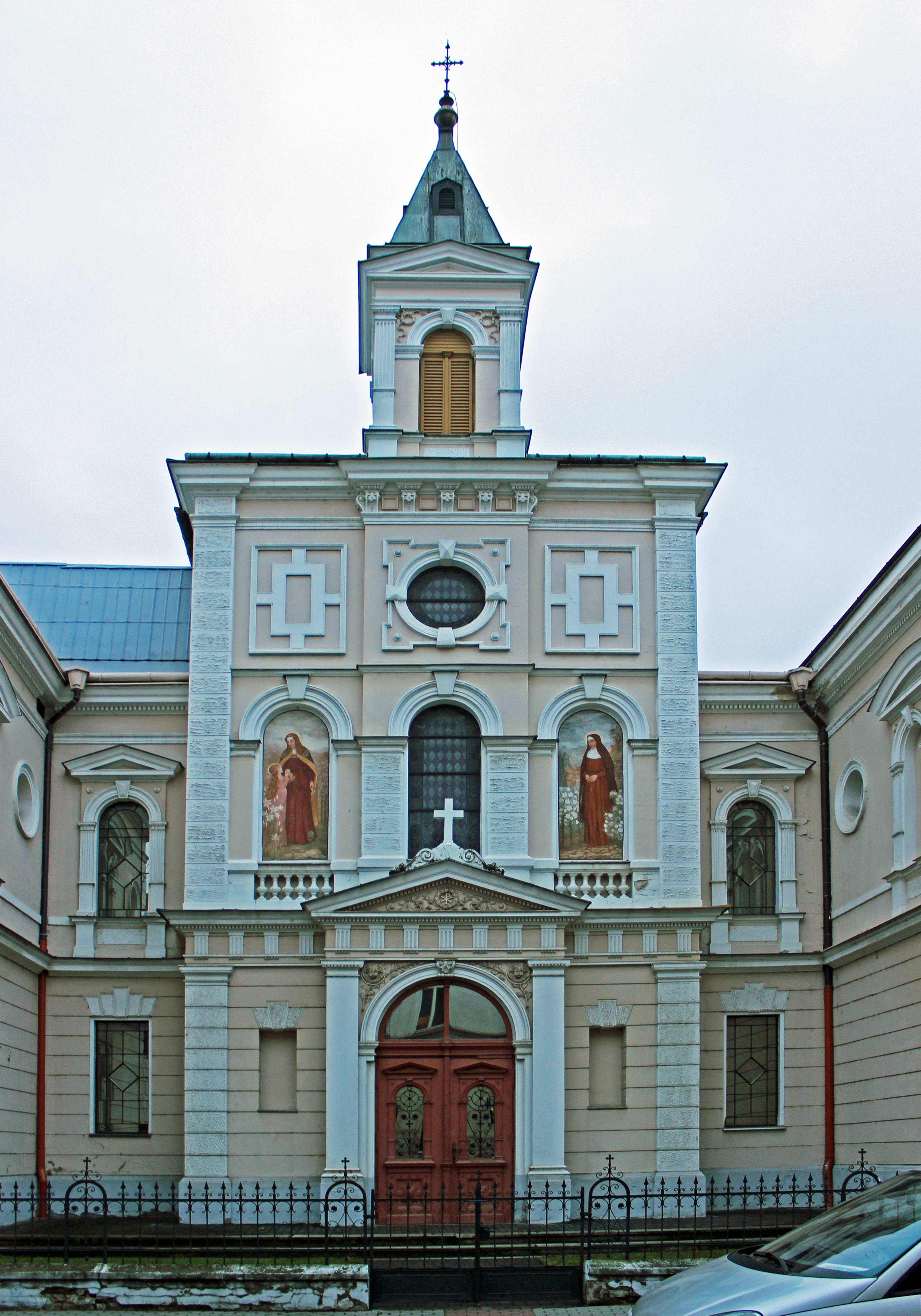
Opavský kostel svatého Jana (pohled z Kylešovské ulice)

### Vlastní realizace
- 1928–1929 přestavba klášteru Milosrdných sester na Kylešovské ulici (novorenesanční architektura)[2]
- 1929 budova měnírny elektrického proudu v Opavě. Funkcionalistická železobetonová stavba[3]
- 1930 Drechslerova tiskárna, rekonstrukce přízemních provozů v 2001–2002[4]
- 1930 obchodní dům J. Stankeho na náměstí Republiky
- 1931 vila E. Gebauera (Hradecká 52)
- 1931 Adaptace domu na Horním náměstí 30 (zbořeno)
- dům G. Malého (Lidická 3, konec 30. let)
- 1931–1932 soubory domů na Rybově ulici[5]
- 1936 soubory domů na Sluneční ulici[5]

### Realizace staveb jiných architektů
údaje dle
- 1927–1929 přestavba obchodního domu podle projektu Leopolda Bauera[6]
- 1928–1930 výstavba ošetřovatelské školy Franciskaneum podle plánů K. Gottwalda (1884-1945)
- 1927 vila Hanse Kalitty dle vlastního projektu H. Kalitty (1876–1930)
- 1929–1931 podíl na výstavbě městského koupaliště, projekt Otto Reicher (1888–1961)
- 1932–1933 vila Augusta a Ericha Lassmannových, projekt Otto Reicher